# Chapelle Saint-Louis de Montluçon
L'ancienne chapelle Saint-Louis de Montluçon est un édifice religieux du XIIIe siècle situé à Montluçon (Allier). Elle est inscrite comme monument historique.

## Localisation
Les vestiges de la chapelle se situent dans la vieille ville de Montluçon et donnent sur la place de la Comédie (rue du Doyenné), entre la rue de la Comédie et le passage du Doyenné. Ils sont insérés dans une maison plus récente.

## Description
L'édifice était de plan rectangulaire et comportait deux travées ; l'une était couverte d'une voûte sur croisée d'ogives, tandis que l'autre avait une voûte d'ogives à six compartiments. Deux petites têtes sont disposées en cul-de-lampe aux retombées de deux des nervures.

## Histoire
La chapelle Saint-Louis était l'église des chanoines du chapitre de Saint-Nicolas. Elle est datée de 1260. Le chapitre de Saint-Nicolas était un chapitre séculier qui a existé entre 1245 et 1790. Fondé par les seigneurs de Bourbon, il comportait douze chanoines et un doyen.
La chapelle a été inscrite à l'inventaire des monuments historiques en 1926.

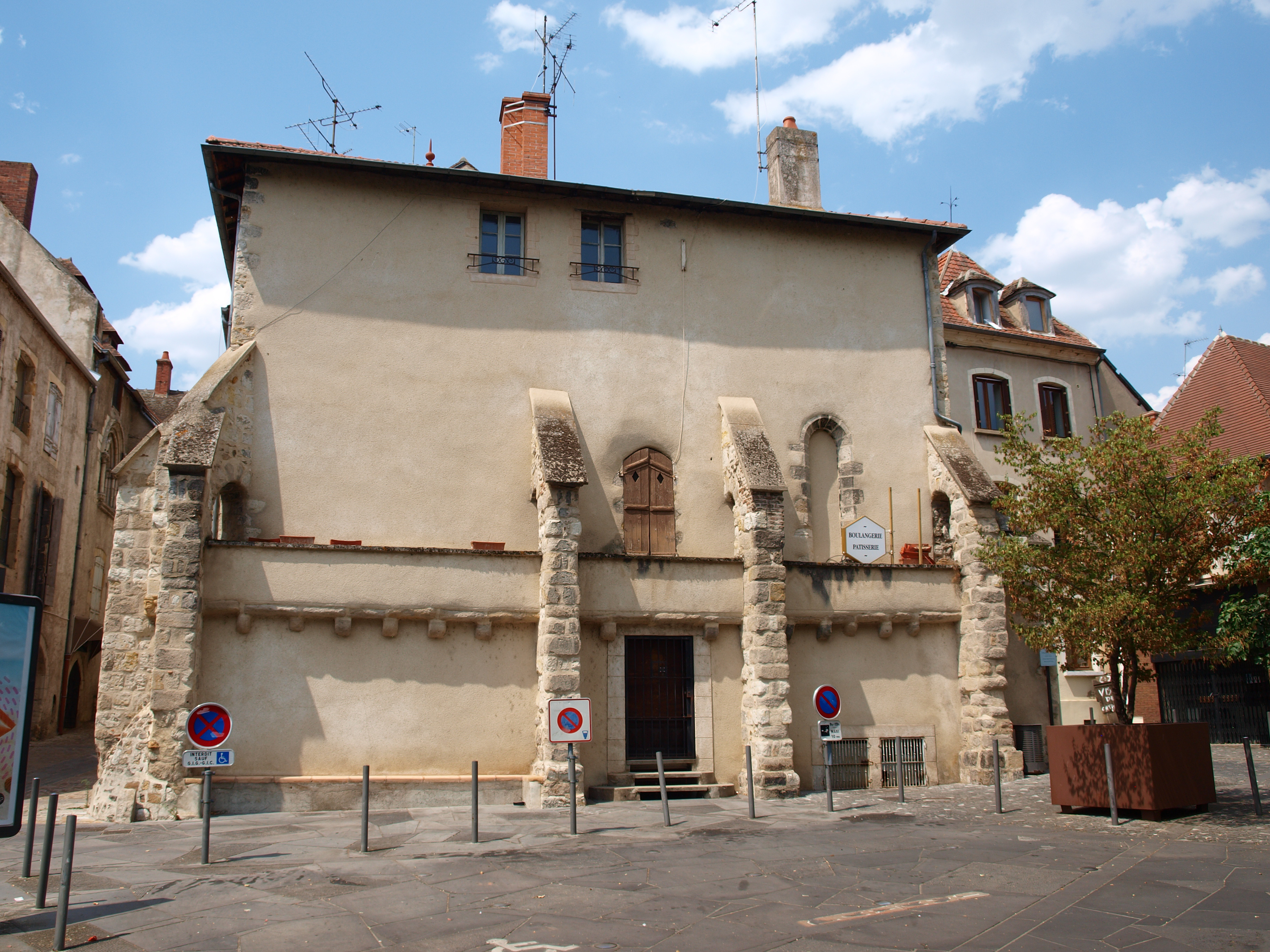
Côté donnant sur la place de la Comédie.
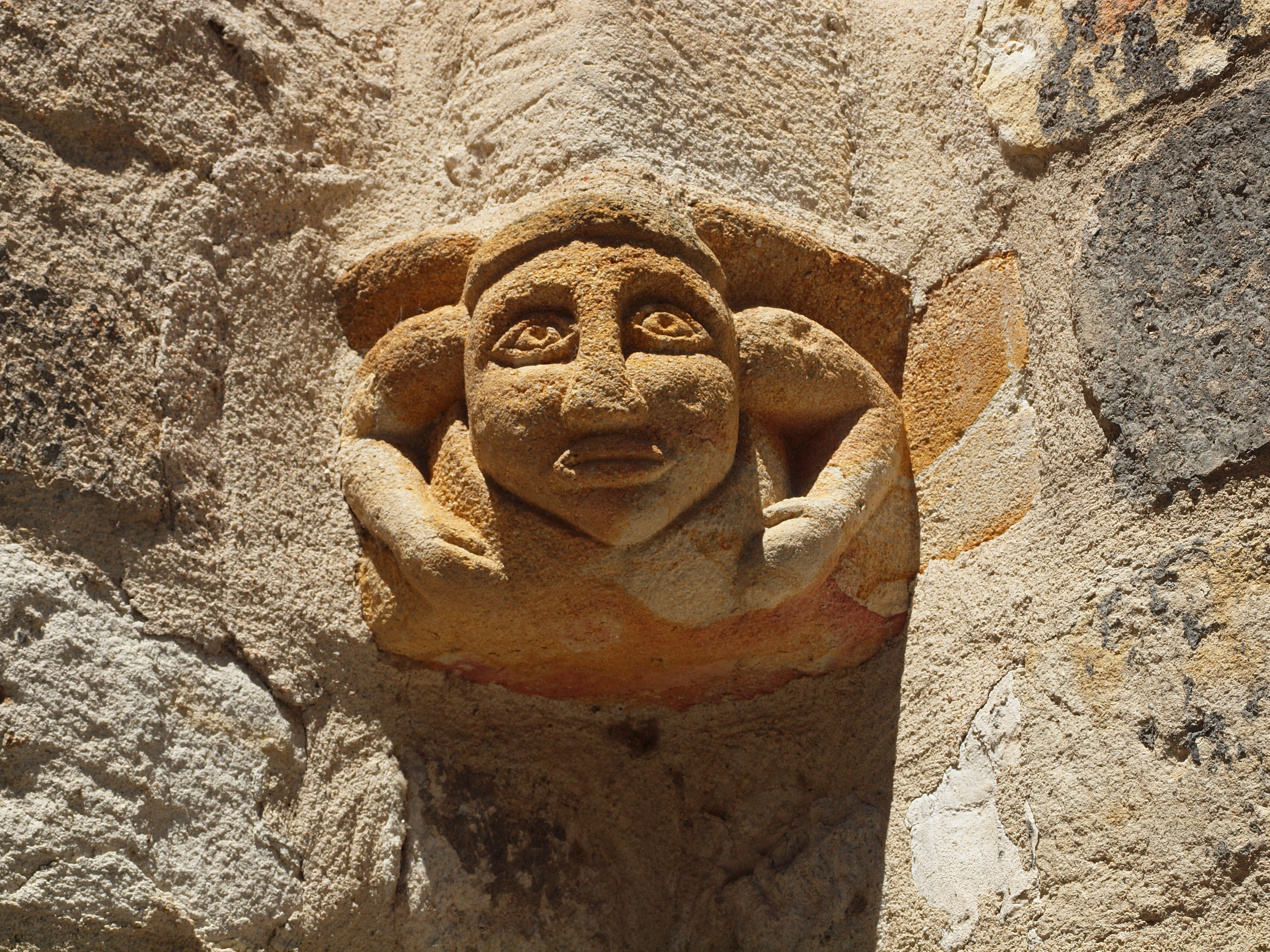
Sculpture : cul-de-lampe.
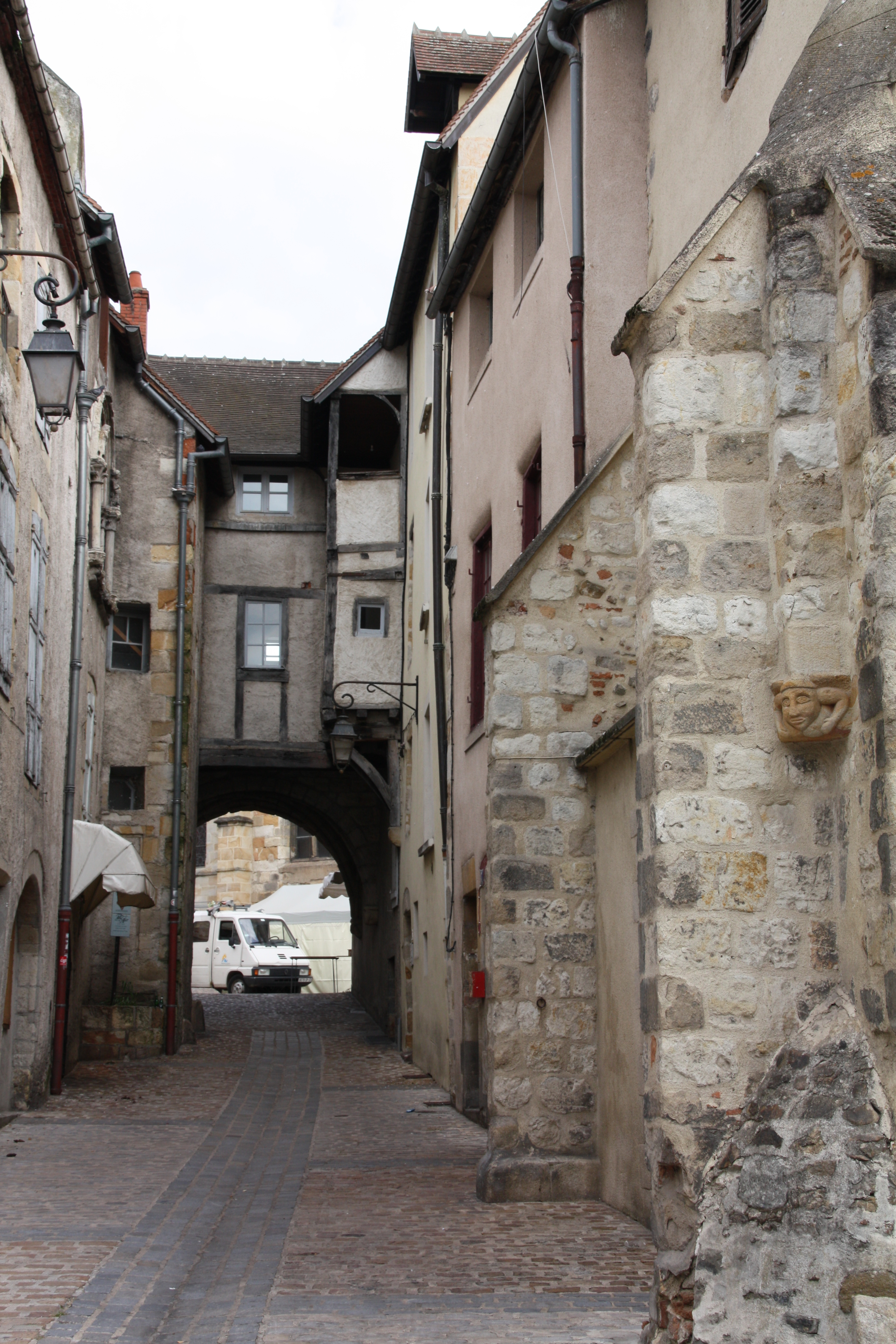
Passage du Doyenné.